# Манжетная лента «Крит»

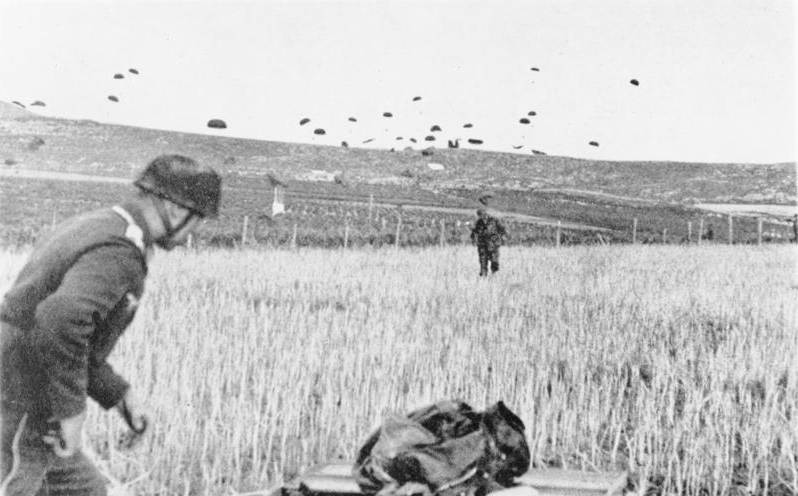
Немецкие десантники высаживаются на Крите, май 1941 года

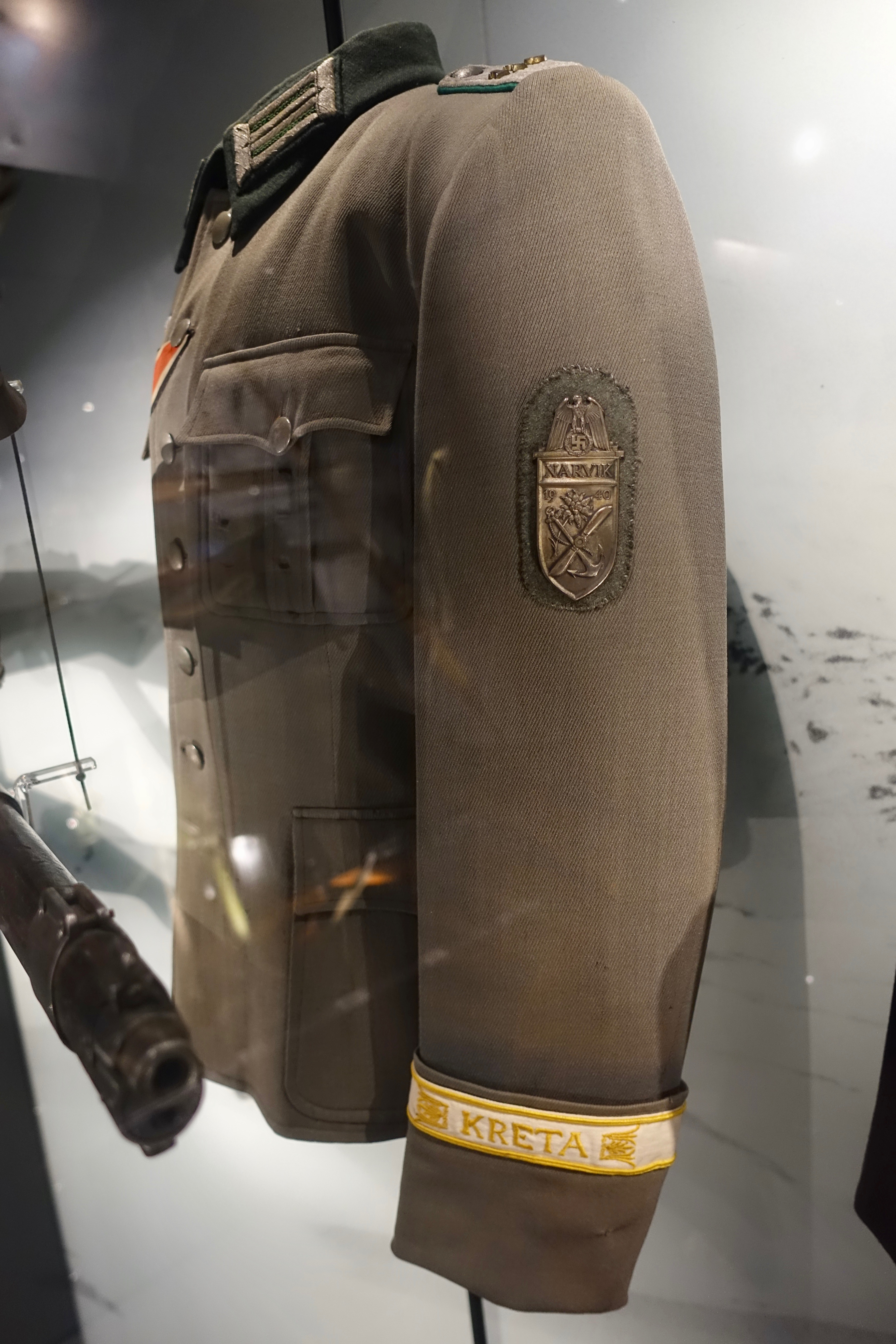
Офицерская форма с щитом «Нарвик» и лентой «Крит»

Манжетная лента «Крит» (нем. Ärmelband Kreta) — немецкая награда времён Второй мировой войны, для военнослужащих вермахта, участвоваших в Критской десантной операции с 20 по 27 мая 1941 года.
Это была первая немецкая награда Второй мировой за участие в конкретной военной операции, хотя некоторые солдаты немецких военных подразделений носили ленты как часть своих полковых или корпусных знаков различия.

## Критерии награждения
Название наручников было учреждено для каждого из родов войск вооруженных сил Германии отдельно:
- Кригсмарине — 14 августа 1942;
- Люфтваффе — 29 сентября 1942;
- Сухопутные войска — 16 октября 1942.

Хотя условия для награждения у них отличались, общий критерий был в том, что в период с 20 по 27 мая 1941 года военнослужащий немецких вооруженных сил должен был выполнить одно из условий:
- высадиться на Крите на корабле, с парашютом или планером;
- принимать участие в воздушных операциях над Критом, в том числе в переброске войск;
- находиться на действительной службе на море в зоне ведения боевых действий у острова[2].

Манжетные ленты начали выдаваться с середины 1943 года. Крайний срок подачи заявок был установлен на 31 октября 1944 года.

## Описание награды
Лента была из белой ткани, шириной 32 мм с вышитым жёлтой нитью краем, со словом «KRETA» («Крит»), окружённым с обеих сторон ветками листьев аканта. Внешний вид был одинаков для всех трёх родов войск.
Повязка носилась на левом нижнем рукаве формы, в том числе и на шинелях. Если манжетных лент за участие в операциях было две и более, самая ранняя из них помещалась над более поздними, хотя это не всегда соблюдалось.
После войны ношение наград нацистской Германии было запрещено до 1957 года, когда были учреждены их денацифицированные версии. Данная же награда, ввиду отсутствия нацистской символики, была свободна к ношению. Тем не менее, члены бундесвера, прошедшие ветеранскую квалификацию, могли получить новую версию награды в виде планки с уменьшенной версией ленты.